# Meiotheciopsis
Meiotheciopsis là một chi rêu trong họ Sematophyllaceae.